# Rheindorfer Burg (Bornheim)

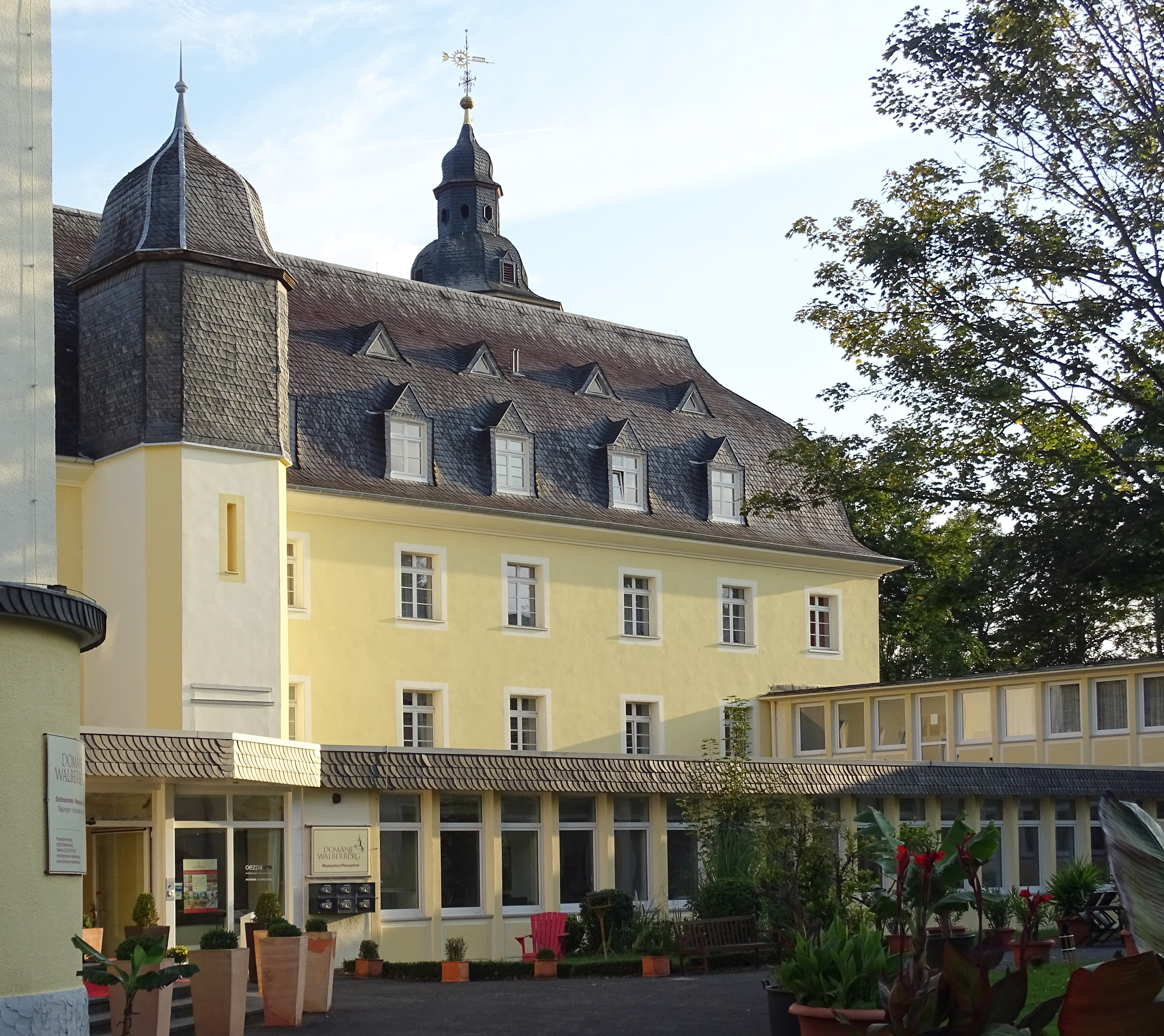
Heutiger Haupteingang

Die Rheindorfer Burg (kommerziell auch Domäne Walberberg genannt) ist eine ausgebaute Burganlage im rheinischen Vorgebirge. Sie liegt am nördlichen Rand des Bornheimer Stadtteils Walberberg im äußersten Westen des Rhein-Sieg-Kreises in Nordrhein-Westfalen.

## Geschichte
Die Burg wurde erstmals 1140 urkundlich als Sitz der Ritters Christian von Rinchedorp erwähnt, eines Dienstmannes des Grafen und späteren Domvogtes Adolf von Saffenberg. Der älteste noch erhaltene Teil der Burganlage ist der Turm aus dem 11. bis 12. Jahrhundert, der eine auffallende Ähnlichkeit zum im Walberberger Ortskern befindlichen Hexenturm zeigt. Bis 1683 wechselte die Burg häufig ihre Besitzer, nachdem sie 250 Jahre im Besitz der Herren von Quad war, die dem Jesuitenorden den freiadeligen Rittersitz kauften.
1924 erwarb der Dominikanerorden die Burganlage und gründete 1926 dort das Dominikanerkloster Sankt Albert, das bis 1975 Sitz der Philosophisch-Theologischen Hochschule der Dominikaner in Deutschland war. Nach dem Einzug des Dominikanerordens wurde die Burg komplett entkernt und innerhalb der erhaltenen Außenmauern den neuen Ansprüchen angepasst, besonders auch für die bedeutende Bibliothek mit 156.000 Büchern.
2007 wurde das Kloster aufgegeben. Anschließend unterhielt bis 2012 der Förderkreis Historisches Walberberg e. V. in der Burg die Museumsstube Rheindorfer Burg. Seitdem ist das Walberberger Heimatmuseum im Walberberger Pfarrgemeindehaus Haus im Garten untergebracht. Bereits 2008 erwarb ein privates Unternehmen mit Sitz in Köln die denkmalgeschützten Gebäude und gründete die Domäne Walberberg, die ein Hotel, eine Gastronomie, Tagungsräume und betreutes Wohnen beherbergt. Die mittlerweile profanierte Kapelle der Burg wird als offizielle Trauungsstätte für standesamtliche Eheschließungen genutzt.